# 1412 Lagrula
1412 Lagrula eller 1937 BA är en asteroid i huvudbältet som upptäcktes den 19 januari 1937 av den franske astronomen Louis Boyer vid Algerobservatoriet. Den har fått sitt namn efter den franska astronomen Joanny-Philippe Lagrula.
Asteroiden har en diameter på ungefär 7 kilometer och den tillhör asteroidgruppen Flora.